# Volkstreue außerparlamentarische Opposition
Die Volkstreue außerparlamentarische Opposition (VAPO) war eine militante österreichische neonazistische Gruppe, die von 1986 bis Anfang/Mitte der 1990er vor allem durch ihre „Wehrsportübungen“ bekannt wurde.

## Geschichte
Die VAPO wurde 1986 von Gottfried Küssel gegründet und in der VAPO-Publikation Die Sturmfahne folgendermaßen beschrieben:
Die VAPO ist die fundamentale nationale Opposition. Sie ist keine Organisation im herkömmlichen Sinn, sondern eine lose Kampfgemeinschaft von nationalen Gruppen und Personen. […] Da auch keine Mitgliederlisten geführt, keine Verantwortlichen bestimmt und keine Organisationsformen und Instanzenwege beachtet werden müssen, ist der Zugriff durch Behörden sehr erschwert, ja nahezu unmöglich gemacht.
In den darauffolgenden Jahren gründete die VAPO in einigen Städten Kameradschaften und führte Kundgebungen in St. Pölten und Linz durch. Zudem wurden zusammen mit der Kameradschaft Langenlois „Wehrsportübungen“ durchgeführt, bei denen laut Christa Zöchling das Verprügeln und Besiegen von „Vertretern des verhassten Systems“, Linken, Kommunisten und Ausländern geübt wurde.
An zumindest einer dieser von Küssel organisierten Wehrsportübungen nahm unter anderem der von 2017 bis 2019 amtierende Vizekanzler Heinz-Christian Strache (FPÖ) und der 2018/19 als Generalsekretär im Infrastrukturministerium amtierende Andreas Reichhardt (FPÖ) teil.
Neben diesen Aktivitäten nahm die VAPO auch an den jährlichen Rudolf-Heß-Gedenkmärschen teil.
Im Zuge der Briefbombenattentate Anfang/Mitte der 1990er wurde die VAPO von der Polizei zerschlagen und einige Mitglieder, darunter der VAPO-Vorsitzende Gottfried Küssel, wegen NS-Wiederbetätigung zu mehrjährigen Haftstrafen verurteilt.

## Ideologie
Die Ideologie der VAPO beziehungsweise ihrer Mitglieder orientierte sich stark am Nationalsozialismus und hatte die „Neugründung der NSDAP“ und die „erneute Machtergreifung“ in Österreich zum Ziel.